# Matteo Zennaro
Matteo Zennaro (ur. 30 kwietnia 1976 w Wenecji) – włoski szermierz, florecista, brązowy medalista olimpijski i wicemistrz świata.
Na igrzyskach olimpijskich w Sydney w 2000 roku reprezentacja Włoch w składzie: Salvatore Sanzo, Matteo Zennaro, Daniele Crosta i Gabriele Magni wywalczyła brązowy medal w turnieju drużynowym. Na tej samej imprezie zajął jedenaste miejsce w zawodach indywidualnych.
Podczas mistrzostw świata w Seulu w 1999 roku zdobył srebrny medal w zawodach indywidualnych, przegrywając w finale z Ukraińcem Serhijem Hołubyckim.
Kilkukrotnie zdobywał medale mistrzostw Europy, w tym złoty drużynowo na mistrzostwach Europy w Moskwie w 2002 roku.